# چرخه (مجموعه تلویزیونی)
چرخه (انگلیسی: Circle؛‏ کره‌ای: 써클: 이어진 두 세계) مجموعه تلویزیونی محصول کره جنوبی در سال ۲۰۱۷ با بازی یو جین گو، کیم کانگ وو، گونگ سونگ یون و لی گی کوانگ است. این مجموعه از ۲۲ مه تا ۲۷ ژوئن ۲۰۱۷، روزهای دوشنبه و سه‌شنبه ساعت ۲۳:۰۰ (کی‌اس‌تی) از تی‌وی‌ان برای ۱۲ قسمت پخش شد.